# チャールズ・ホッジ

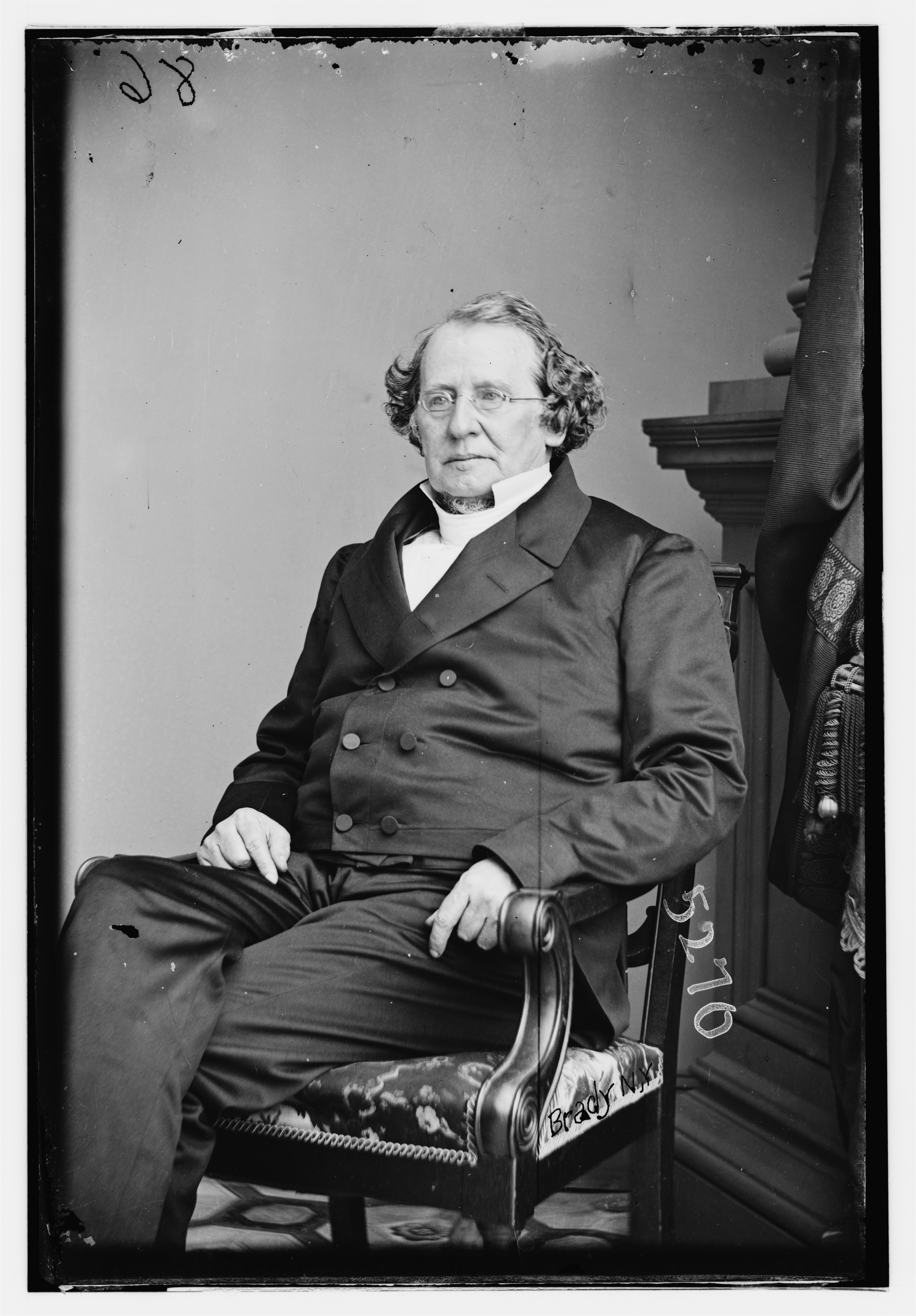
チャールズ・ホッジ

チャールズ・ホッジ（Charles Hodge、1797年12月27日 - 1878年6月19日）は、アメリカ合衆国における福音的なカルヴァン神学を代表する「古プリンストン神学」形成の中心的神学者。
近代アメリカ福音主義神学の発展に大きな影響を与えた。また、Princeton Theological Reviewの編集者を務めた。

## 経歴
- 1797年 フィラデルフィアに生まれる。
- 1820年 プリンストン大学を卒業後、母校に講師として迎えられ、半世紀にわたり聖書学と組織神学を教える。
- 1826年 - 1828年 パリ、ハレ、ベルリンに留学。

## 著書
- 『カトリックとは何ぞや：ロマ・カトリック教と聖書的基督教』（聖書図書刊行会訳、新教出版社） 1954
- Systematic Theology,3 Vols,1871-72
- Ephesians,1856
- Romans,1836
- The way of Life,1841[1]
- The Church and Its Polity,1879